# Kusznarienkowo
Kusznarienkowo (ros. Кушнаре́нково, baszk. Кушнаренко) – wieś (ros. село, trb. sieło) w Rosji, w Baszkortostanie. W 2010 roku liczyła 9870 mieszkańców.